# Leopold d'Anhalt-Köthen

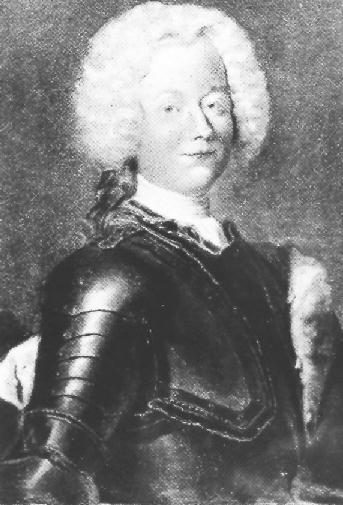
Leopold d'Anhalt-Köthen

El príncep Leopold d'Anhalt-Köthen (Köthen, 29 de novembre de 1694 - 19 de novembre de 1728) és recordat especialment perquè va tenir a Johann Sebastian Bach en el càrrec de mestre de capella (Kapellmeister) de la seva cort des de desembre del 1717 fins a l'abril del 1723.
Leopold va ser el fill primogènit d'Emanuel Lebrecht i de la comtessa Gisela Agnes de Rath, des de 1694 "Comtessa del Regne de Nienburg" (Reichsgräfin von Nienburg). Va ser el gran de 6 germans dels quals només li sobrevisqueren August Lluís, el seu successor, i dues germanes, Elionor Guillermina i Cristiana Carlota.

## Relació amb J. S. Bach
El príncep va conèixer Bach molt probablement el 24 de gener de 1716, durant el casament de la seva germana al castell de la seva mare a Nienburg.
Bach va compondre diverses cantates i una serenata en honor de Leopold. El príncep va ser padrí del fill de Johann Sebastian i Maria Bàrbara Bach, Leopold Augustus, que va morir abans de fer l'any, el 1719.
L'11 de desembre de 1721 el príncep es va casar a Bernburg amb la seva cosina, Frederica Enriqueta d'Anhalt-Bernburg, de 19 anys. A la mort del príncep, el 19 de novembre de 1728, Bach va anar als funerals per tocar una composició original, avui perduda.